# 윤찬희
윤찬희(尹燦熙, 1990년 5월 2일 ~ )는 대한민국의 바둑 기사이다. 2006년 제 106회 입단대회를 통해 입단하였으며, 2010년에 3단으로 승단하였다. 2016년 제21기 GS칼텍스배에서 준우승하며 6단으로 승단했다. 한국바둑리그에서는 2016년 포스코 켐텍 소속으로 출전하고 있다. 2017년과 2018년에 7단과 8단으로 각각 승단했고, 2021년 3월에 9단으로 승단했다.